# Simone Escoffier
Simone Escoffier (Saint-Étienne, 25 mars 1911 - Lyon, 1er mai 1990) est une linguiste romaniste et dialectologue française. 

## Biographie
Simone Escoffier a entrepris entre 1945 et 1948 des recherches sur les parlers du Forez, sa région natale. À la suite de ses travaux cette dernière s'installe à Lyon où elle publie deux thèses : La rencontre de la langue d’oïl, de la langue d’oc et du franco-provençal entre Loire et Allier et Remarques sur le lexique d'une zone marginale aux confins de la langue d'oïl, de la langue d'oc et du franco-provençal (à Paris en 1958). Docteur ès lettres elle était également professeur aux Facultés catholiques de Lyon (en 1974).
Ses travaux ont pu permettre d'établir dans la moitié orientale du département de l'Allier, la limite entre occitan (communes teintes de rouge sombre sur la carte) et français (bleu), mais aussi entre francoprovençal (vert) et ces deux autres langues romanes,.

## Ouvrages
Liste non exhaustive.
- Dialectologie lyonnaise : Qu'est-ce qu'un dialecte ? Qu'est-ce que le dialecte lyonnais ? : Textes littéraires en dialecte lyonnais. Collaboration de G. Tuaillon, S. Escoffier, A.-M. Vurpas ; Institut Pierre Gardette , Lyon 1982.
- La rencontre de la langue d’oïl, de la langue d’oc et du franco-provençal entre Loire et Allier : limites phonétiques et morphologiques (thèse), Mâcon, Imprimerie Protat ; Édition identique de la même année : coll. « Publications de l’Institut de Linguistique Romane de Lyon », vol.  11, Paris : Les Belles Lettres.
- Le Forez linguistique, Saint-Étienne (2, rue Tréfilerie, 42100) : Centre d'études foréziennes, 1973.
- Le Français dans la littérature dialecticale, à Lyon, du XVIe au XVIIIe siècle, Droz, Genève 1971.
- Le Ballet en langage forésien : 1605, Saint-Étienne : Centre d'études foréziennes, impr. 1974.
- Diphtongues aux confins de l'Auvergne et du Bourbonnais : article dans Phonétique et linguistique romanes: mélanges offerts à M. Georges Straka. pages 312-323
- Textes littéraires en dialecte lyonnais : xvie-xixe siècle : poèmes, théâtre, noëls et chansons.